# Пожар в Райхстага
Пожарът в Райхстага (на немски: Der Reichstagsbrand) е палеж на Райхстага (парламента на Германия в Берлин), извършен на 27 февруари 1933 г. около 21:25 ч. Изиграва голяма роля за укрепването на властта на нацистите в Германия.

## Политически контекст
На парламентарните избори в Германия през юли 1932 година Националсоциалистическата германска работническа партия получава най-голям брой гласове, но не и парламентарно мнозинство, резултат, който се потвърждава на предсрочни избори през ноември. На 30 януари 1933 година лидерът на националсоциалистите Адолф Хитлер става канцлер без да разполага с мнозинство в парламента.

## Развитие
Въпреки усилията на пожарникарите сградата е обхваната от пламъци. Пожарът е потушен около 23:30 ч., но пленарната зала е напълно унищожена. Много бързо на мястото на пожара пристигат висши функционери на НСДАП – Херман Гьоринг, Йозеф Гьобелс и Адолф Хитлер.
В близост до Райхстага е заловен полугол 24-годишният нидерландски комунист Маринус Ван дер Любе. Той веднага признава, че е действал сам с намерението това да послужи за знак за всеобщо въстание. Според признанията му той счупва прозорец, влиза в сградата и, използвайки подпалки и ризата си, запалва огън.

## Последствия
Хитлер и Гьоринг заявяват, че това е заговор на комунистите. Събитието е използвано от режима на Хитлер, който става канцлер само месец по-рано, за да въведе диктаторски мерки в Германия: обявява извънредно положение и приканва президента Паул фон Хинденбург да подпише декрет, с който да отмени редица граждански права, залегнали във Ваймарската конституция.
Забранена е Комунистическата партия на Германия (КПГ), започва усилено гонение на леви политици – за няколко дни са арестувани около 4000 комунисти, както и лидери на партии (социалдемократически и либерални), включително депутати. Анулиран е изборният вот от 5 март същата година за комунистите, като мандатите им са предадени на Нацистката партия. По този начин НСДАП и нейните съюзници събират необходимите 2/3 от гласовете и прокарват (441 гласа „за“, 84 гласа „против“) закона, дал на Хитлер неограничена власт за 4 години.

## Лайпцигски процес
По палежа на Райхстага през септември–декември същата година в Лайпциг е проведен съдебен процес, останал в историята като Лайпцигски процес.
Подпалвачът Маринус Ван дер Любе получава смъртна присъда от съда в Лайпциг и е екзекутиран.
По обвинения за съучастничество в подпалването на пожара са арестувани също германецът Ернст Торглер – лидер на парламентарната група на КПГ, и 3 българи, дейци на Коминтерна – Георги Димитров, Васил Танев и Благой Попов. Със защитната си реч, произнесена на немски език, Георги Димитров обръща хода на процеса (36 пъти му е взимана думата, 5 пъти е изгонван от залата). Благодарение на организираната защита на международната антифашистка общественост, включително проведения в Лондон паралелен контрапроцес, 4-та комунисти са оправдани на Лайпцигския процес.
Торглер е изпратен в концлагер, но през 1934 г. дава обещание повече да не се занимава с политика и е освободен през 1935 г. Изключен е от КПГ. Българите получават политическо убежище в СССР и заминават за Москва.

## Лондонски контрапроцес
В Лондон антифашисти организират контрапроцес, на който обвиняват в подпалването на Райхстага самите нацисти. Водилият разследването комитет (с участието на британски, френски, американски, белгийски и швейцарски обществени дейци стига до извода, че в сговор с Ван дер Любе е бил самият министър на вътрешните работи и председател на Райхстага Херман Гьоринг.

## Други разследвания
До днес не е установена със сигурност причината за пожара в Райхстага. Поради сходството му с подобни пожари, избухнали при важни политически събития – повечето подготвени с цел катализиране на политическите процеси, остават силни подозренията, че този пожар не е еднолична акция, а е организиран от заинтересовани политически сили. Допълнително основание за това са също бързината, с която се разгаря пожарът, и неговият мащаб – цялата пленарна зала и други помещения.
След Лондонския контрапроцес продължават да се водят независими разследвания за установяване на истинските подбудители и организатори на палежа на Райхстага.
Така например през 1960 г. германецът Фриц Тобиас (Fritz Tobias) публикува серия от статии в сп. „Дер Шпигел“, в които твърди, че подпалвачът Ван дер Любе е пироманиак и е действал сам. През март 1973 г. швейцарският историк Валтер Хофер (Walter Hofer) организира конференция, на която твърди, че някои от следователите са били нацисти, т.е. са били политически пристрастни.
През 1946 г. Ханс Гизевиус (Hans Gisevius) – бивш служител на Гестапо, заявява, че нацистите са истинските подпалвачи. Казва, че групенфюрер (тогава еквивалентно на „генерал“) Карл Ернст (Karl Ernst, 1930 – 1934), по заповед може би на Гьобелс, събира група бойци на SA начело с Хайни Гевер (Heini Gewehr), която подпалва огъня. Германците Бахар (Bahar) и Кугел (Kugel) въз основа на архиви от Гестапо, съхранявани в Москва и станали достъпни след 1990 г., заявяват през 2001 г., че е почти сигурно, че подпалването е започнато от нацисти – група от 3 до 10 души от SA начело с Ханс Георг Гевер (Hans Georg Gewehr).